# Anthela ocellata
Espèce
Anthela ocellata est une espèce de lépidoptères (papillons) de la famille des Anthelidae.
On le trouve sur la côte est en Australie depuis Bundaberg jusqu'à Hobart.
L'imago a une envergure de 6 cm.
La chenille se nourrit sur diverses herbes.

## Galerie

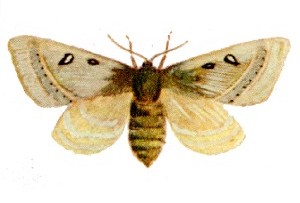
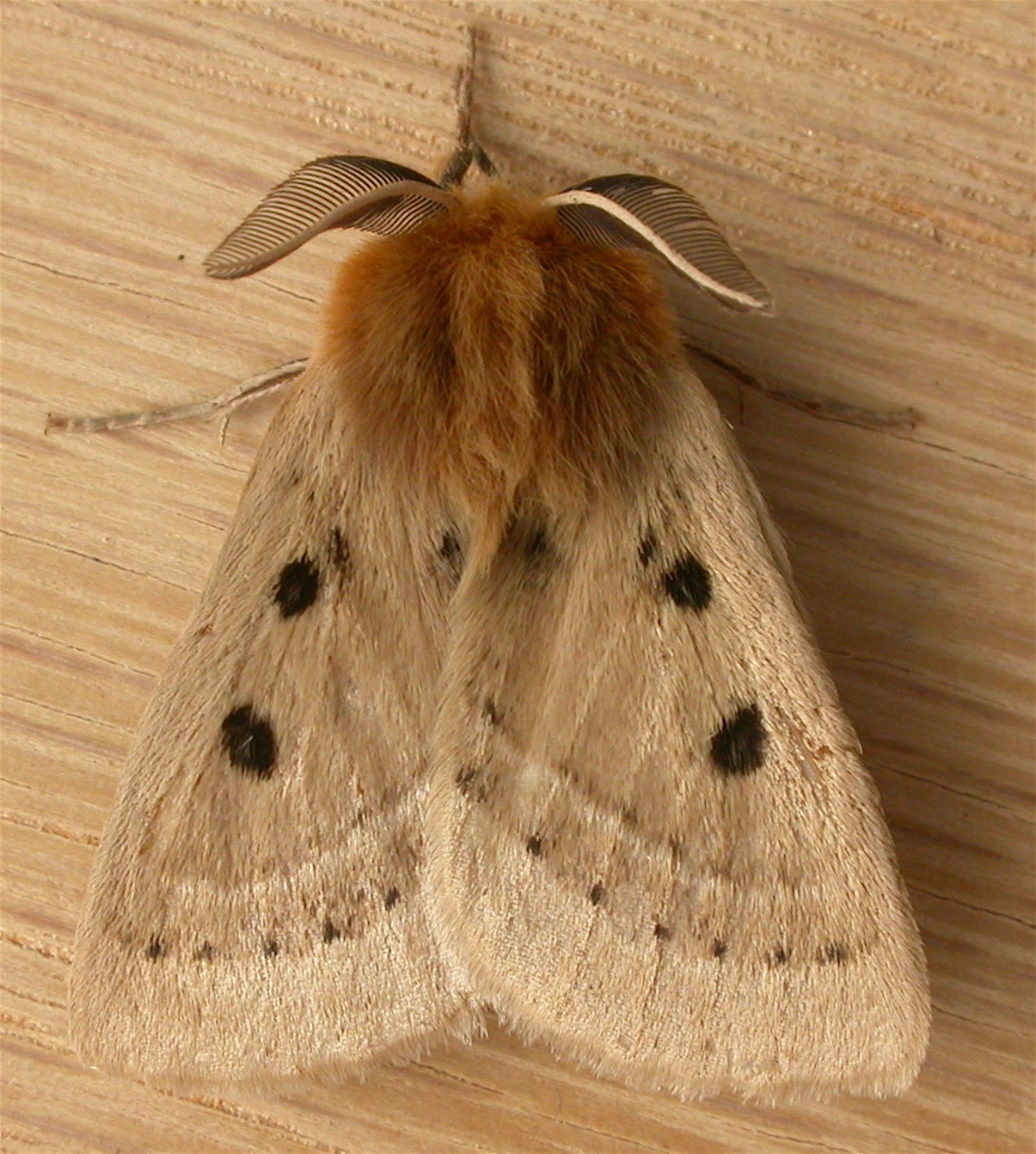